# Ruby Lafayette

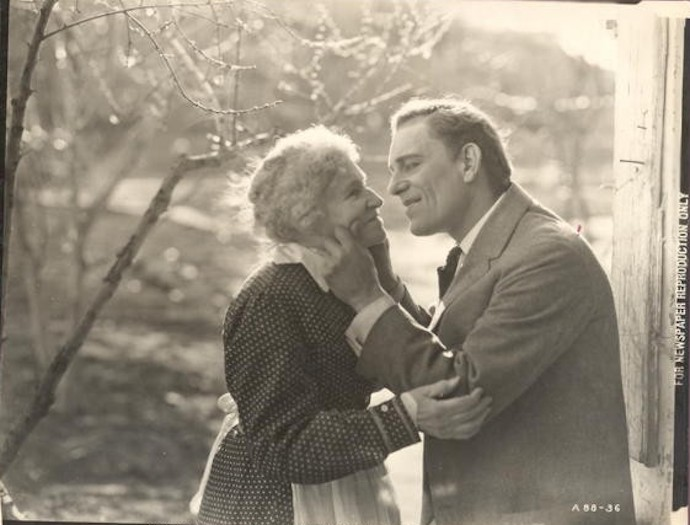
Ruby Lafayette y Lon Chaney en The Miracle Man (1919)

Ruby Lafayette (22 de julio de 1844–3 de abril de 1935) fue una actriz estadounidense, conocida por interpretar a la abuela de Sue Gordon en Sue of the South (1919), la madre de Bob en Big Bob (1921) y a Mrs. Mull en The Man Trap (1917). Lafayette estaba casada con John T. Curran.
Cuando tenía 82 años, Lafayette sobrevivió a un accidente automovilístico que la dejó con heridas graves.
Murió en Los Ángeles, California, el 3 de abril de 1935.

## Filmografía
- Mother o' Mine
- The Man Trap
- The Kaiser, the Beast of Berlin
- Beauty in Chains
- Three Mounted Men
- The Yellow Dog
- The Strange Woman
- Sue of the South
- Rustling a Bride -
- Cyclone Smith Plays Trumps
- In His Brother's Place
- The Miracle Man
- Toby's Bow
- Polly of the Storm Country
- Old Lady 31
- Big Bob
- Borderland
- Catch My Smoke
- The Power of a Lie
- Hollywood
- The Day of Faith
- The Phantom Horseman
- Idle Tongues
- Tomorrow's Love
- The Coming of Amos
- The Wedding Song
- Butterflies in the Rain
- Marriage by Contract
- Not So Dumb
- If I Had a Million